# Polyzonus jakli
Polyzonus jakli es una especie de escarabajo longicornio del género Polyzonus, subfamilia Cerambycinae, tribu Callichromatini. Fue descrita científicamente por Bentanachs y Drouin en 2013.
El período de vuelo ocurre en los meses de marzo, abril, mayo, junio y julio.

## Descripción
Mide 18-19 milímetros de longitud.

## Distribución
Se distribuye por Indonesia, Malasia y Tailandia.